# 244 Sita
Sita /ˈsiːtə/ (định danh hành tinh vi hình: 244 Sita) là một tiểu hành tinh ở vùng bên trong của vành đai chính, có đường kính khoảng 11 km. Ngày 14 tháng 10 năm 1884, nhà thiên văn học người Áo Johann Palisa phát hiện tiểu hành tinh Sita khi ông thực hiện quan sát ở Viên.